# Androscoggin River
Androscoggin River er en flod, der løber igennem staterne New Hampshire og Maine i det nordøstlige USA. Floden er 264 km lang, og løber sammen med Kennebec River nær Merrimeeting Bay i Maine, før den løber ud i Atlanterhavet i Maine Golfen. Flodens afvandingsområde er næsten 9.000 km². 

## Historie
Floden har gennem årene haft mange forskellige navne, blandt andre Ammeriscoggin, Ambrose Coggin, Andrews Coggin, Aumoughcaugen og Pescedona. Navnet stammer oprindeligt fra et ord på algonquinsk og har intet med europæiske personnavne at gøre. 

## Forløb
Floden begynder sit løb nær byen Errol i New Hampshire hvor Magallooway River møder udløbet fra Umbagogsøen. Floden løber i sydlig retning, men med mange sving forbi byerne Errol, Milan og Berlin, før den svinger øst på ved Gorham. Herfra løber den gennem den nordlige del af White Mountains og ind i staten Maine. Floden fortsætter sit løb mod øst forbi byerne Bethel og Rumford. Ved sidst nævnte danner floden Rumford Falls, de højeste vandfald i USA, øst for Niagara. Ved byen Livermore Falls drejer floden igen mod syd og forlader bjergene. Den passerer byerne Lewiston, Auburn, Lisbon Falls og Brunswick, hvor den møder Kennebeck River ca. 30 km før den når Atlanterhavskysten. De to floder danner Merrimeeting Bay, der er et ca. 15 km langt ferskvandsæstuarium. 

## Vandkvalitet
Vandkvaliteten i floden var tidligere meget ringe på grund af forurening fra de mange tekstil- og papirfabrikker, der lå langs dens løb, men en vandgenoprettelsesplan. har hævet vandkvaliteten betragteligt, selv om der stadig er problemer med blandt andet kviksølvsforurening. Der er dog en pæn fiskebestand i floden, og der foregår en del lystfiskeri efter blandt regnbueørred, bækørred, aborre m.m. Dog advares man mod at spise fisken visse steder i floden..

## Vandgennemstrømning
Over de 264 km falder floden ca. 380 meter. eller omkring 1,3 meter pr. kilometer. United States Geological Survey vedligeholder fire målestationer ved floden, der måler gennemstrømningen. De er placeret henholdsvis ved Errol, ved Gorham, ved Rumford og ved Auburn. På grund af skiftende vejrforhold året rundt varierer vandgennemstrømningen i floden meget. Ved Auburn i Maine måles de største mængder mængder fra omkring 10 m3 meter pr. sekund i tørre perioder, til næsten 4.000 m3 pr. sekund når der er mest vand i floden. I gennemsnit er vandgennemstrømningen ca. 175 m3. 

## Eksterne referencer
- MaineRivers.org Arkiveret 24. juli 2008 hos  Wayback Machine
- Androscoggin River Watershed Council Arkiveret 1. juli 2008 hos  Wayback Machine